# Alma Karlin
Alma Karlin (Celje, 12 ottobre 1889 – Štore, 14 gennaio 1950) è stata una scrittrice e giornalista slovena.

## Biografia
Alma Maximiliane Karlin nacque a Celje (attuale Slovenia) che all'epoca faceva parte dell'Impero austro-ungarico, era chiamata Cilli ed era una località di lingua tedesca.
Alma era figlia unica di Jakob Karlin (nato nel 1829), maggiore in pensione dell'Esercito Imperiale e Reale, e di Vilibalda Miheljak (nata nel 1844), insegnante in una scuola femminile di Cilli. In famiglia si parlava il tedesco.
Alla nascita Anna era gracile, venne dichiarata "deforme" perché aveva l'idrocefalo, lo strabismo e una lieve paralisi al lato sinistro. Per tutta l'infanzia fu di salute cagionevole, i primi anni frequentò le lezioni a casa e solo dal terzo anno iniziò a frequentare la scuola femminile di Celje. In costante cura presso vari ortopedici, Alma trascorse infanzia e giovinezza saltando spesso la scuola e nel 1904 rimase per diversi mesi in un istituto ortopedico a Lubiana.
Alma aveva un ottimo rapporto col padre che ne incoraggiava le iniziative e la curiosità, molto meno con la madre che era ossessionata dalle buone maniere, disprezzava la deformità della figlia e ne disapprovava lo spirito d'avventura. Nel 1898 il padre morì a causa della tubercolosi, lo stesso anno Alma insieme alla madre fece un primo viaggio in Dalmazia ed Erzegovina.
A Celje Alma prese lezioni private di francese e inglese scoprendo di avere un vero talento per l'apprendimento delle lingue; tra il 1907 e il 1908 ottenne l'abilitazione per l'insegnamento in entrambe le lingue.
Nel 1908, insieme alla madre, fece un lungo viaggio in Europa attraverso il Norditalia, la Svizzera, Parigi, Londra, Bruxelles e la Germania e nell'autunno dello stesso anno si trasferì a Londra dove rimase fino al 1914 lavorando per un'agenzia di traduzioni. A Londra studiò diverse lingue ottenendo la certificazione col massimo dei voti da parte della London Chamber of Commerce in inglese, svedese, norvegese danese, francese, italiano, spagnolo e russo.
A Londra frequentò la comunità orientale e si avvicinò alle filosofie orientali e alla teosofia. Nel 1913 trascorse sei mesi a Parigi, di questo periodo è il breve fidanzamento con il figlio di un mandarino cinese; a lui e all'interruzione di questa relazione dedicherà, nel 1921, il suo primo romanzo Mein kleiner Chinese.
Allo scoppio della prima guerra mondiale Alma, in quanto persona non grata perché cittadina di paese belligerante, si trasferì in Norvegia. Terminata la guerra rientrò a Celje, che era divenuta parte del Regno dei Serbi, Croati e Sloveni, dove aprì una scuola di lingue che le permise di raccogliere risparmi sufficienti per dare seguito alla sua voglia di viaggiare.
Il 24 novembre del 1919 lasciò Celje diretta a Genova dove si imbarcò, armata di un dizionario in dieci lingue scritto da lei e di una macchina da scrivere portatile Erika, sul piroscafo Bologna diretto in Sudamerica per cominciare un viaggio intorno al mondo che la portò a visitare, tra gli altri, gli Stati Uniti, Panama, l'Australia e la Nuova Zelanda, Fiji e le Isole Salomone, la Nuova Guinea, Borneo, l'Indonesia, la Malesia, le Filippine, la Thailandia, la Birmania, Singapore, l'India, il Pakistan, la Cina e il Giappone. Rientrerà solo alla fine del 1927 a causa della malattia della madre. Alma stessa aveva contratto la malaria dalla quale non era del tutto ristabilita.
Durante il viaggio si mantenne lavorando come traduttrice, scrisse numerosi articoli per oltre 20 riviste in lingua tedesca, rimase quasi un anno in Giappone dove lavorò per l'ambasciata tedesca, soggiornò a lungo anche in Cina dove collaborò con il giornalista tedesco Erich von Salzmann. Scrisse regolarmente articoli e commenti anche per il giornale locale di Celje Cillier Zeitung.
Durante gli anni '30 vennero pubblicate e distribuite nel mercato tedesco diverse sue opere che le valsero una discreta fama e numerosi inviti per conferenze e presentazioni.
Dal 1934 abitò insieme a Thea Gamelin, sua amica, correttrice di bozze e illustratrice dei suoi libri. La coabitazione, considerata con diffidenza e sospetto a Celje, a detta di Gamelin era basata su una mera relazione di amicizia.
Per aver espresso opinioni contrarie al nazionalsocialismo, nel 1941 i suoi libri vennero proibiti e lei venne arrestata dalla Gestapo, inizialmente incarcerata a Cilje, poi trasferita a Maribor. Grazie alle relazioni di Thea Gamelin, non venne trasferita in un campo di concentramento, venne anzi messa in libertà poiché l'ufficiale incaricato del suo interrogatorio era un ammiratore dei suoi libri. Nell'autunno del 1944 si aggregò ai partigiani jugoslavi, tentò di raggiungere l'Italia per aggregarsi alle truppe inglesi ma non le riuscì. Di posizioni anticomuniste, a partire dal 1945 non le fu più possibile pubblicare nulla. Morì a causa di un tumore nel 1950 in povertà e nell'oblio.

## Riconoscimenti e fama postuma
Per tutto il periodo del regime comunista l'opera di Karlin venne ignorata in patria, sia in quanto autrice di lingua tedesca sia a causa del suo stile di vita poco convenzionale. In seguito all'indipendenza slovena (1991) la scrittrice e linguista Jerneja Jezernik ne pubblicò una biografia, le opere di Karlin vennero tradotte in sloveno, venne scritta un'opera teatrale, prodotto un documentario e organizzate mostre sulla sua vita.
Lo scrittore sloveno Milan Dekleva nel 2015 scrisse un romanzo biografico sulla vita di Alma Karlin intitolato Telo iz črk. Roman o Almi.
La sua vasta collezioni di appunti, schizzi ma anche tessuti, manufatti, reperti naturali e oggetti d'arte è ora custodita al museo regionale di Celje. Il 10 aprile del 2010 nel centro di Celje è stato inaugurato un monumento a grandezza naturale che ritrae Alma che indossa un cappotto e un cappello a larga tesa con una valigia in mano.

## Opere
- 1921 Mein kleiner Chinese, Dresda, Verlag Deutsche Buchwerkstätten. Riedizione 2021 Berlino,  Hofenberg, ISBN 978-3-7437-3867-6
- 1928 Einsame Weltreise, 1928; Aufl. 1932 (Digitalisat). Riedizione: Berlino, AvivA, 2019, con postfazione di Jerneja Jezernik e introduzione di Britta Jürgs, ISBN 978-3-932338-75-5
- 1930 Im Banne der Südsee. Riedizione: Berlino, AvivA, 2020, con postfazione di Amalija Maček, ISBN 978-3-932338-78-6
- 1930 Drachen und Geister, Berlino, Frundsberg Verlag
- 1931 Der Götze
- 1931 Mystik der Südsee, Berlin-Lichterfelde, Hugo Bermühler Verlag
- 1933 Der Todesdorn
- 1933 Windlichter des Todes, Lipsie, Hesse und Becker Verlag
- 1934 Into-Yo-Intec
- 1935 Tränen des Mondes
- 1936 O ioni San, Breslau, Heydebrand Verlag
- 1936 Vier Mädchen im Schicksalswind, Lipsia, Grethlein & Co.
- 1937 Kleiner Frühling, Lipsia, Max Möhring Verlag
- 1938 Der blaue Mond, Lipsia, Max Möhring Verlag
- 1938 Der Becher des Vergessens, Lipsia, Max Möhring Verlag
- 1938 Erlebte Welt, das Schicksal einer Frau. Durch Insulinde und das Reich des weißen Elefanten, durch Indiens Wunderwelt und durch das Tor der Tränen, Verlag Wilhelm Köhler Minden i. W./Berlino/Lipsia
- Pubblicato postumo: Ein Mensch wird: auf dem Weg zur Weltreisenden,  con postfazione di Jerneja Jezernik, Berlino, AvivA, [2018], ISBN 978-3-932338-69-4